# Statesboro Blues

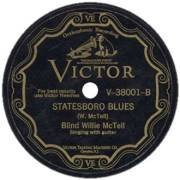
StatesboroBlues

«Statesboro Blues» es una canción de Piedmont blues escrita por Blind Willie McTell, quien la grabó en 1928. El título se refiere a la ciudad de Statesboro, Georgia. Taj Mahal registró una popular versión  blues-rock de la canción en 1968. Su versión inspiró la grabación de la adaptación de los Allman Brothers Band, que se ubicó en el puesto número nueve en la lista de las «100 Mejores Canciones de Guitarra de Todos los Tiempos» de la revista Rolling Stone. En 2005, el Atlanta Journal-Constitution ha clasificado «Statesboro Blues» en el número 57, en su lista de las «100 Canciones del Sur».

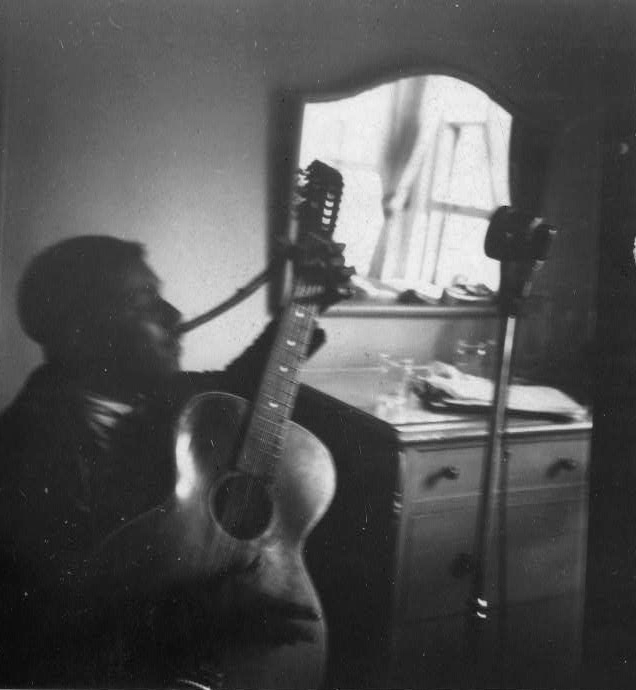
Blind Willie McTell LOC

## Canción original
Aunque McTell que nació en Thomson, Georgia, en una entrevista llamó a Statesboro «mi verdadero hogar». Hizo la primera grabación de la canción para Victor, el 17 de octubre de 1928 (Victor #38001). Los ocho temas que grabó para Victor, incluyendo «Statesboro Blues», han sido descritos como «magníficos ejemplos de la narrativa en la música, junto con el deslumbrante trabajo de guitarra».

## Letra
La letra de la canción, una primera persona narrativa, narra la historia de un hombre suplicando a una mujer que le deje permanecer en su casa; el orador se llama a sí mismo "Papa McTell" en la primera estrofa. A lo largo de la narrativa no lineal del "Statesboro blues" se invoca una inexplicada condición que el protagonista y toda su familia parece estar sufriendo ("me desperté esta mañana y tenía el Statesboro blues / miré en la esquina: la abuela y el abuelo lo tenían también"). las versiones posteriores, como el de los hermanos Allman, hacen una simplificación de la letra.
Como con muchas letras, puede ser difícil establecer reglas para el orden narrativo de las estrofas. En el caso de «Statesboro Blues», Richard Blaustein intento un análisis estructural de la canción en un enfoque influenciado por Claude Lévi-Strauss; no está claro si sus resultados son aplicables a otras de las canciones de blues.
En 2016, la canción fue seleccionada para su preservación en el Registro Nacional de Grabaciones, debido a su "significado cultural, histórico o artístico". Está incluida en varias compilaciones de las grabaciones de McTell.

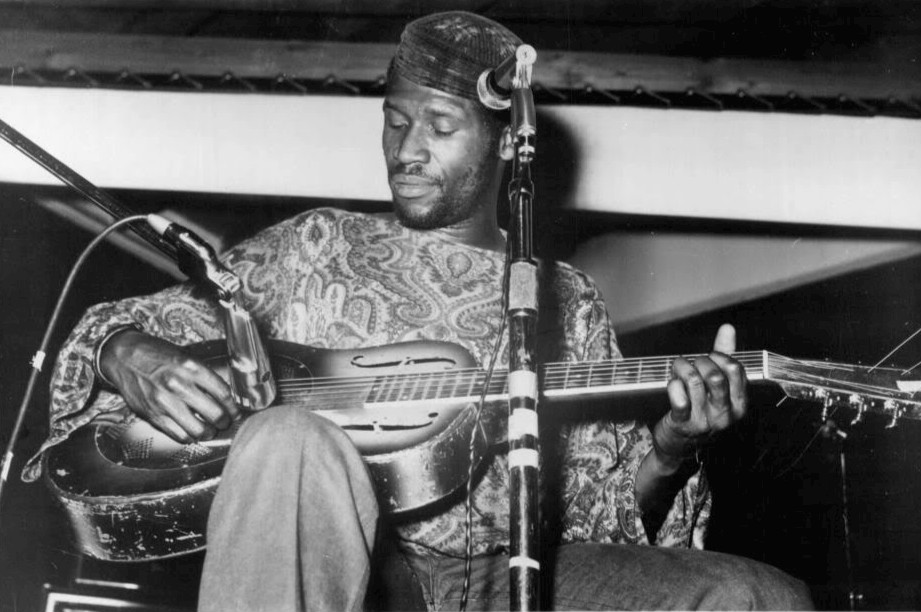
Taj Mahal 1971

## Adaptación de Taj Mahal
Taj Mahal registró una «maravillosa versión modernizada» en su homónimo álbum de debut de 1968. La canción alcanzó una audiencia amplia, por ser incluida en el best-seller de Columbia/CBS, un sampler álbum titulado The Rock Machine Turns You On. Su arreglo fue la inspiración de los hermanos Allman para hacer su versión. Mahal había grabado «Stateboro Blues» antes de la mencionada interpretación, en 1965 o 1966, como miembro del grupo Rising Sons; esta grabación no fue publicada hasta el año 1992.

## Versión de The Allman Brothers Band

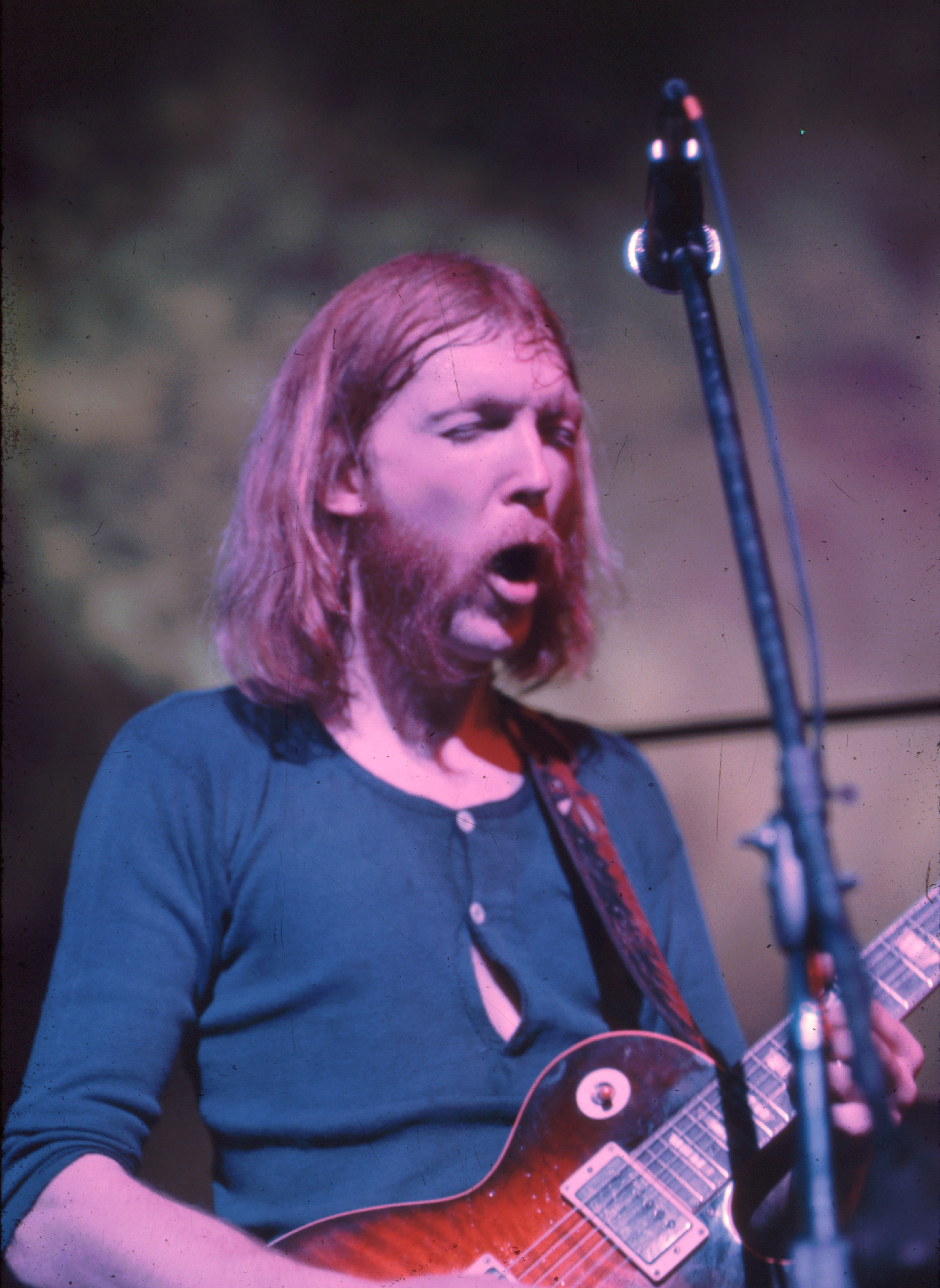
Duane Allman

The Allman Brothers Band grabó la canción en el Fillmore East en marzo de 1971, y fue lanzada por primera vez en el disco de 1971, At Fillmore East. Duane Allman contribuye con la guitarra slide, que Rolling Stone describió más tarde como con "Una apertura gimiendo y chillando que ha dado a los aficionados escalofríos en los conciertos."
La presentación de riffs de Allman en "Statesboro Blues" han sido analizados y se transcriben en las revistas de guitarra y los tonos de Duane Allman y Dickey Betts en las guitarras en la canción, fueron descritos por Guitar Player como unos de los "50 Mejores Tonos de Todos los Tiempos". Después de la muerte de Duane en un accidente de motocicleta a finales de ese mismo año, el tema fue incluido en el disco de 1972 titulado Una Antología. En 2008, la revista Rolling Stone clasificó a la versión de los Hermanos Allman de "Statesboro Blues" en número 9 en su lista de las "100 Mejores Canciones de Guitarra de Todos los Tiempos".
La canción sigue siendo un tema básico de The Allman Bros. Band en sus shows en vivo, ya sea con Derek Trucks o Warren Haynes tocando la guitarra slide. Dickey Betts también continúa interpretando la canción en vivo. También se puede encontrar en el álbum de compilación The Road Goes On Forever. 
Otras grabaciones incluyen las de Dan Fogelberg, John Mayall, The Youngbloods, Dave Van Ronk, Chris Smither, David Bromberg, Brooks Williams, Alice Stuart, Deep Purple, Pat Travers, Tom Rush, Roy Book Binder y The Devil Makes Three.